# Campeonato Goiano de Futebol de 2020
O Campeonato Goiano de Futebol de 2020, ou Goianão 2020, foi a 77ª edição da principal divisão do futebol goiano. O campeão foi o Atlético Goianiense, que venceu na disputa de pênaltis o Goianésia.
Está sendo realizado e organizado pela Federação Goiana de Futebol e é disputado por 12 clubes, entre os dias 22 de janeiro e estava previsto para ter o seu o término em 26 de abril, porém em 17 de março a Federação Goiana de Futebol suspendeu o campeonato por tempo indeterminado, devido à recente pandemia de COVID-19.
Após reuniões realizadas por videoconferência, ficou definido que o campeonato recomeçaria somente em 2021.
A competição foi marcada pela estreia do Jaraguá , e também marca o retorno Anápolis, que foi campeão do "Goianão" em 1965 e que não disputava a elite desde 2018.

## Regulamento

### Primeira fase
O Campeonato Goiano de 2020 é disputado por doze clubes, divididos em dois grupos, com dois turnos; os times do Grupo A enfrentam os do Grupo B. Após a primeira fase ser encerrada, os primeiros colocados de cada grupo e os outros seis de melhor campanha (independente do grupo) fazem as quartas de finais. Os dois piores times da competição, independente se estão no mesmo grupo, caem para a Divisão de Acesso de 2021. Os três primeiros colocados disputarão a Copa do Brasil de 2021 e, os três melhores colocados que não disputam a primeira ou segunda divisões do Campeonato Brasileiro disputarão a Série D de 2021.

### Segunda fase
- Os confrontos das quartas de final serão definidos por cruzamento olímpico (1º x 8º, 2º x 7º, 3º x 6º e 4º x 5º).
- Empate em pontos e saldo de gols levará a decisão para os pênaltis em qualquer mata-mata.
- O time de melhor campanha fará o segundo jogo em casa.

### Critérios de desempate
Caso haja empate de pontos entre dois clubes, os critérios de desempates são aplicados na seguinte ordem:
1. Número de vitórias
2. Saldo de gols
3. Gols marcados
4. Número de cartões vermelhos
5. Número de cartões amarelos
6. Sorteio

## Televisão
A TV Anhanguera (afiliada da Rede Globo) detém todos os direitos do campeonato na TV Aberta. O Goianão também é transmitido pela FGF TV, canal da Federação Goiana de Futebol.

## Equipes participantes
| Aumento | Equipes promovidas da Divisão de Acesso de 2019 |

| Equipe              | Cidade               | Em 2019 | Estádios                        | Títulos (último)    |
| Anapolina           | Anápolis             | 8º      | Jonas Duarte                    | 0 (não possui)      |
| Anápolis            | Anápolis             | 2º (2D) | Jonas Duarte                    | 1 (último em 1965)  |
| Aparecidense        | Aparecida de Goiânia | 7º      | Anníbal Batista de Toledo       | 0 (não possui)      |
| Atlético Goianiense | Goiânia              | 1º      | Antônio Accioly                 | 14 (último em 2019) |
| CRAC                | Catalão              | 5º      | Genervino da Fonseca            | 2 (último em 2004)  |
| Goianésia           | Goianésia            | 6º      | Valdeir José de Oliveira        | 0 (não possui)      |
| Goiânia             | Goiânia              | 4º      | Olímpico Pedro Ludovico         | 14 (último em 1974) |
| Goiás               | Goiânia              | 2º      | Hailé Pinheiro                  | 28 (último em 2018) |
| Grêmio Anápolis     | Anápolis             | 9º      | Jonas Duarte                    | 0 (não possui)      |
| Iporá               | Iporá                | 10º     | Estádio Francisco José Ferreira | 0 (não possui)      |
| Jaraguá             | Jaraguá              | 1º (2D) | Amintas de Freitas              | 0 (não possui)      |
| Vila Nova           | Goiânia              | 3º      | Onésio Brasileiro Alvarenga     | 15 (último em 2005) |

## Fase final
Em itálico os clubes mandantes dos confrontos, em negrito os classificados.
|  | Quartas-de-final 10 e 11 de fevereiro de 2021 | Quartas-de-final 10 e 11 de fevereiro de 2021 |                     |       | Semifinais 17 e 18 de fevereiro de 2021 | Semifinais 17 e 18 de fevereiro de 2021 |  |  | Final 27 de fevereiro de 2021 | Final 27 de fevereiro de 2021 |
|  |                                               |                                               |                     |       |                                         |                                         |  |  |                               |                               |
|  | Antônio Accioly                               |                                               |                     |       |                                         |                                         |  |  |                               |                               |
|  |                                               |                                               |                     |       |                                         |                                         |  |  |                               |                               |
|  | Atlético Goianiense                           | 5                                             |                     |       |                                         |                                         |  |  |                               |                               |
|  | Atlético Goianiense                           | 5                                             | Antônio Accioly     |       |                                         |                                         |  |  |                               |                               |
|  | Anápolis                                      | 1                                             |                     |       |                                         |                                         |  |  |                               |                               |
|  | Anápolis                                      | 1                                             | Atlético Goianiense | 2     |                                         |                                         |  |  |                               |                               |
|  | Estádio da Serrinha                           |                                               | Atlético Goianiense | 2     |                                         |                                         |  |  |                               |                               |
|  |                                               | Aparecidense                                  | 1                   |       |                                         |                                         |  |  |                               |                               |
|  | Goiás                                         | Aparecidense                                  | 1                   | 0     |                                         |                                         |  |  |                               |                               |
|  | Goiás                                         |                                               | Antônio Accioly     | 0     |                                         |                                         |  |  |                               |                               |
|  | Aparecidense                                  | 2                                             |                     |       |                                         |                                         |  |  |                               |                               |
|  | Aparecidense                                  | 2                                             | Atlético Goianiense | 1 (5) |                                         |                                         |  |  |                               |                               |
|  | Amintas de Freitas                            |                                               | Atlético Goianiense | 1 (5) |                                         |                                         |  |  |                               |                               |
|  |                                               | Goianésia                                     | 1 (3)               |       |                                         |                                         |  |  |                               |                               |
|  | Jaraguá                                       | Goianésia                                     | 1 (3)               | 1     |                                         |                                         |  |  |                               |                               |
|  | Jaraguá                                       | Amintas de Freitas                            |                     | 1     |                                         |                                         |  |  |                               |                               |
|  | Vila Nova                                     | 0                                             |                     |       |                                         |                                         |  |  |                               |                               |
|  | Vila Nova                                     | 0                                             | Jaraguá             | 1     |                                         |                                         |  |  |                               |                               |
|  | Valdeir José de Oliveira                      |                                               | Jaraguá             | 1     |                                         |                                         |  |  |                               |                               |
|  |                                               | Goianésia                                     | 3                   |       |                                         |                                         |  |  |                               |                               |
|  | Goianésia                                     | Goianésia                                     | 3                   | 1     |                                         |                                         |  |  |                               |                               |
|  | Goianésia                                     |                                               |                     | 1     |                                         |                                         |  |  |                               |                               |
|  | CRAC                                          | 0                                             |                     |       |                                         |                                         |  |  |                               |                               |
|  | CRAC                                          | 0                                             |                     |       |                                         |                                         |  |  |                               |                               |

#### Premiação
| Campeonato Goiano de Futebol de 2020      |
| ----------------------------------------- |
| Atlético Goianiense Campeão (15.º título) |

## Técnicos
| Equipe              | Técnico                                                                                           |
| ------------------- | ------------------------------------------------------------------------------------------------- |
| Anapolina           | Rafael Toledo (1ª—4ª) Arthur Neto (5ª—)                                                           |
| Anápolis            | Márcio Ribeiro (1ª—5ª) Toninho Cecílio (6ª—)                                                      |
| Aparecidense        | João Paulo Sanches (1ª—2ª) Romerito (3ª—)                                                         |
| Atlético Goianiense | Cristóvão Borges (1ª—7ª) Eduardo Souza (8ª—10ª) (interino) Vagner Mancini (—) Marcelo Cabo (11ª—) |
| CRAC                | Carlos Rabello (1ª—)                                                                              |
| Goianésia           | Ito Roque (1ª—9ª) Luan Carlos (10ª—)                                                              |
| Goiânia             | Arthur Neto (1ª—4ª) Finazzi (5ª—)                                                                 |
| Goiás               | Ney Franco (1ª—10ª) Thiago Larghi (-) Glauber Ramos (11ª—)(interino)                              |
| Grêmio Anápolis     | Márcio Nunes (1ª—5ª) Édson Silva (6ª—)                                                            |
| Iporá               | Paulo Pereira (1ª—5ª) Leandro Niehues (6ª—10)                                                     |
| Jaraguá             | Lucas Oliveira (1ª—7ª) Ariel Mamede (8ª—)                                                         |
| Vila Nova           | Ariel Mamede (1ª—7ª) Bolívar (8ª—10ª) Márcio Fernandes (11ª—)                                     |

### Mudança de Técnicos
| Clube               | Antecessor         | Motivo                    | Data            | Última partida                              | Rod | Pos | Sucessor        | Ref.          |
| ------------------- | ------------------ | ------------------------- | --------------- | ------------------------------------------- | --- | --- | --------------- | ------------- |
| Aparecidense        | João Paulo Sanches | Demitido                  | 27 de janeiro   | Aparecidense 1-2 Grêmio Anápolis            | 2ª  | 11° | Romerito        | [ 6 ]         |
| Anapolina           | Rafael Toledo      | Demitido                  | 2 de fevereiro  | Grêmio Anápolis 3-2 Anapolina               | 4ª  | 12° | Arthur Neto     | [ 7 ] [ 8 ]   |
| Goiânia             | Arthur Neto        | Demitido                  | 3 de fevereiro  | Goiânia 0-1 Goianésia                       | 4ª  | 11° | Finazzi         | [ 9 ] [ 10 ]  |
| Iporá               | Paulo Pereira      | Contratado pelo Primavera | 9 de fevereiro  | Grêmio Anápolis 2-2 Iporá                   | 5ª  | 6°  | Leandro Niehues | [ 11 ] [ 12 ] |
| Anápolis            | Márcio Ribeiro     | Demitido                  | 9 de fevereiro  | Anápolis 2-2 Anapolina                      | 5ª  | 8°  | Toninho Cecílio | [ 13 ] [ 14 ] |
| Grêmio Anápolis     | Márcio Nunes       | Demitido                  | 9 de fevereiro  | Grêmio Anápolis 2-2 Iporá                   | 5ª  | 5°  | Édson Silva     | [ 15 ] [ 16 ] |
| Vila Nova           | Ariel Mamede       | Demitido                  | 22 de fevereiro | Grêmio Anápolis 1-0 Vila Nova               | 7ª  | 6°  | Bolívar         | [ 17 ] [ 18 ] |
| Jaraguá             | Lucas Oliveira     | Demitido                  | 23 de fevereiro | Jaraguá 0-1 Goianésia                       | 7ª  | 1°  | Ariel Mamede    | [ 19 ] [ 20 ] |
| Atlético Goianiense | Cristóvão Borges   | Demitido                  | 25 de fevereiro | Anápolis 0-0 Atlético Goianiense            | 7ª  | 2°  | Eduardo Souza   | [ 21 ] [ 22 ] |
| Goianésia           | Ito Roque          | Demitido                  | 9 de março      | Anápolis 2-1 Goianésia                      | 9ª  | 4°  | Luan Carlos     | [ 23 ] [ 24 ] |
| Goiás               | Ney Franco         | Demitido                  | 20 de agosto    | Goiás 1-3 Fortaleza (Campeonato Brasileiro) | 10ª | 3°  | Thiago Larghi   | [ 25 ] [ 26 ] |